# NGC 3596
| Galáxia espiral NGC 3596 |                                                                   |
|                          |                                                                   |
| Dados do catálogo:       |                                                                   |
| Classificação do objeto: | Sc II                                                             |
| Brilho superficial       | 13,7                                                              |
| Massa (Sol=1)            | ----                                                              |
| Outras denominações:     | UGC 6277, MCG+03-29-013, H II-102, h 841, GC 2350, PGC 34298, etc |

NGC 3596 é uma galáxia espiral situada na direção da constelação de Leão. Possui uma magnitude aparente de 10,9, uma declinação de +14º 47' 12" e uma ascensão reta de 11 horas, 15 minutos e 06,1 segundos.